# Мельников, Виктор Иванович (музыкант)
Виктор Иванович Мельников (29 декабря 1939, Москва, РСФСР — 4 мая 1999, Москва, Российская Федерация) — советский и российский джазовый музыкант и педагог.

## Биография
Отец - Мельников Иван Дмитриевич (1899-1942), пропал без вести в феврале 1942 г. в ходе ВОВ.
В молодости самостоятельно освоил контрабас. Формальное музыкальное образование получил уже будучи зрелым музыкантом, закончив в 1980 году музыкальное училище. Дебют как джазового музыканта состоялся в 1968 году на Московском областном джаз фестивале в составе трио саксофониста Виталия Шеманкова. На международной сцене дебютировал в составе этого же трио в 1971 году на фестивале Jazz Jamboree в Варшаве. В 1970-90е годы активно сотрудничал с московскими джаз клубами, участвовал в многочисленных отечественных джаз фестивалях. Принимал участие во многих известных джазовых и авангардных проектах, включая такие как "Поп-механика" Курехина, "Оркестр московских композиторов" Андрея Соловьёва, трио Мельников-Соловьёв-Бусахин, трио Жуков-Летов-Мельников, и т.д.. Один из первых контрабасистов, начавший выступать с сольными джазовыми программами. В собственных композициях Мельников соединял технику современного джаза с русским фольклором (сюиты «Русь», «Битва на Куликовом поле» и др.).
С 1977 года преподавал в джазовой студии при ДК «Москворечье» (ныне — Московский колледж импровизационной музыки). В 1980-х годах руководил джаз-оркестром студии в котором в разное время играли многие молодые джазовые музыканты в дальнейшем ставшие известными исполнителями - например, Летов, Шумилов и другие.